# Soupis obyvatelstva v Československu 1946–1947
Soupis obyvatelstva v letech 1946 a 1947 v Československu byl celostátní akcí na území Československa, obdobnou sčítání lidu.
Provedení soupisů obyvatelstva si vynutily především velké poválečné změny, kvůli nimž nebylo možné čekat až na výsledky uvažovaného sčítání lidu v roce 1950. Nešlo o sčítání v pravém slova smyslu. Soupisy proběhly v různých termínech: na Slovensku ke 4. říjnu 1946, v českých zemích k 22. květnu 1947. Obsahově i organizačně byly na sobě nezávislé a bez potřebné koordinace. Na Slovensku se sčítalo pouze přítomné civilní obyvatelstvo, v českých zemích veškeré přítomné obyvatelstvo.
Oba soupisy byly zaměřeny účelově: na Slovensku bylo cílem získat data o pracovním trhu a současně také zpřesnit evidenci zásobovaného obyvatelstva, v českých zemích bylo hlavním cílem soupisu získat podklady pro přípravu národního pojištění. Velký důraz byl v obou soupisech kladen na zjištění hlavního osobního povolání, na postavení v povolání a na objektivní povolání (závod, ústav, odvětví). Formulace otázek a použité klasifikace obou soupisů nebyly stejné. Jako samostatné šetření byl předtím proveden soupis domů a bytů k 31. lednu 1946 v českých zemích, ovšem nikoli na Slovensku.
Výsledky obou soupisů obyvatelstva odstranily značnou měrou poválečný nedostatek údajů. Přes rozdílné cíle a omezený rozsah zjišťovaných dat i nejednotnost rozhodného okamžiku zjišťování mají tyto soupisy v mnoha směrech značnou informační hodnotu. Byly získány informace za celé území státu nejen o počtu obyvatel a jejich složení podle věku a rodinného stavu, ale i údaje o sociálním a ekonomickém složení obyvatel, údaje o počtech obcí a jejich velikostní struktuře. Významná a jedinečná jsou data o dosídlování českého pohraničí a naopak vysídlování vnitrozemských okresů a dále údaje o místě pobytu (včetně zahraničního) k 1. květnu 1945. Současně se získaly některé zkušenosti pro přípravu Národního sčítání plánovaného a uskutečněného v roce 1950.